# Agente 077 dall'Oriente con furore
Agente 077 dall'Oriente con furore è un film del 1965, diretto da Sergio Grieco con l'abituale pseudonimo "Terence Hathaway". Seguito di Agente 077 missione Bloody Mary dello stesso anno, è una pellicola del filone del fantaspionaggio in coproduzione internazionale tra Italia, Francia e Spagna.
Seguirà un altro film con protagonista l'Agente 077, ovvero Missione speciale Lady Chaplin del 1966.

## Trama
Uno scienziato che ha inventato una pistola disintegratrice in grado di provocare distruzione di massa viene rapito da una banda criminale per utilizzarlo a fini letali.

## Distribuzione
Distribuito dalla FIDA il 24 settembre 1965.
Titoli per la distribuzione internazionale: Fureur sur le Bosphore, París-Estambul sin regreso, S.O.S. agente 017 plenos poderes en Estambul, Agent 077 Fury in the Orient, Agent 077 Operation Istanbul, From the Orient with Fury.

## Doppiaggio
Doppiaggio affidato alla CDC.

## Critica
(Marco Giusti, 007 all'italiana)
(Fantafilm)